# Mojo (álbum)
| Críticas profissionais                                                      | Críticas profissionais |
| Avaliações da crítica                                                       | Avaliações da crítica  |
| Fonte                                                                       | Avaliação              |
| --------------------------------------------------------------------------- | ---------------------- |
| Allmusic                                                                    | link                   |
| ChartAttack                                                                 | link                   |
| Entertainment Weekly                                                        | B link                 |
| The Globe and Mail                                                          | link                   |
| The Independent                                                             | link                   |
| Paste                                                                       | link                   |
| Popmatters                                                                  | link                   |
| Rolling Stone                                                               | link                   |
| Slant Magazine                                                              | link                   |
| Esta tabela precisa de ser acompanhada por texto em prosa. Consulte o guia. |                        |

Mojo é o décimo segundo álbum de estúdio da banda de rock norte-americana Tom Petty and the Heartbreakers, lançado em 15 de junho de 2010 em CD e em 29 de junho do mesmo ano em BD. Esse é o primeiro álbum de Petty com os The Heartbreakers em oito anos. Mojo estreou na #2 posição na Billboard 200 dos Estados Unidos, vendendo 125.000 cópias em sua primeira semana de lançamento. Esse é também o primeiro álbum da banda desde Hard Promises de 1981, com o retorno do baixista original Ron Blair em sua totalidade, como ele só tocou em duas faixas do álbum anterior da banda, o The Last DJ.

## O álbum

### Gravação
Em novembro de 2009, Petty disse à David Fricke da Rolling Stone, que era a sua intenção gravar o álbum ao vivo no estúdio, sem overdubs. Ele falou sobre o tom que o álbum dá, "É baseado no blues. Algumas músicas são mais longas, um tipo de música jammy. Algumas faixas realmente parecem soar como o Allman Brothers — não as músicas, mas a atmosfera da banda.

### Promoção e lançamento
A banda mostrou via streaming uma canção do álbum, "Good Enough", em seu site em 24 de fevereiro de 2010. "First Flash of Freedom" também está disponível no site da banda via streaming. Os videoclipes de "Jefferson Jericho Blues", "First Flash of Freedom", "I Should Have Known It", "Something Good Coming" e "Good Enough" foram publicados no canal oficial no YouTube.
Tom Petty também lançou cinco das músicas do álbum antes de sua da turnê para promover o álbum Mojo através de sua conta do YouTube, o primeiro dos quais era o single "Good Enough", lançado em 24 de março de 2010. O resto da músicas que foram lançadas a partir de 10 de junho de 2010 são, em ordem de lançamento:
1. "Good Enough"
2. "First Flash of Freedom"
3. "I Should Have Known It" [Vídeo Oficial]
4. "Something Good Coming" [Vídeo Oficial]
5. "Jefferson Jericho Blues" [Vídeo Oficial]

As últimas três canções foram limpas, sem overdub, como ele expressou em cerca de 12 minutos no "Mojo Documentary". Ele acrescenta que teve o estúdio por "oito ou nove anos", data que remonta aproximadamente um pouco antes das gravações de seu último álbum de estúdio com os The Heartbreakers, The Last DJ.
Além de sua conta do YouTube, a lista de faixas de Mojo foi disponibilizado por meio de um artigo em um dos sites da ESPN, em 8 de junho de 2010. O artigo entra em pouco detalhes da turnê e das músicas. A maioria das músicas foram disponibilizadas no site através do player de música "Streampad", até o lançamento oficial do álbum.

## Lista de faixas
Todas as faixas escritas e compostas por Tom Petty, exceto onde anotado. 
| N.º            | Título                      | Música               | Duração |  |
| 1.             | "Jefferson Jericho Blues"   |                      | 3:24    |  |
| 2.             | "First Flash of Freedom"    | Petty, Mike Campbell | 6:53    |  |
| 3.             | "Running Man's Bible"       |                      | 6:02    |  |
| 4.             | "The Trip to Pirate's Cove" |                      | 5:00    |  |
| 5.             | "Candy"                     |                      | 4:12    |  |
| 6.             | "No Reason to Cry"          |                      | 3:04    |  |
| 7.             | "I Should Have Known It"    | Petty, Campbell      | 3:36    |  |
| 8.             | "U.S. 41"                   |                      | 3:01    |  |
| 9.             | "Takin' My Time"            |                      | 4:21    |  |
| 10.            | "Let Yourself Go"           |                      | 3:23    |  |
| 11.            | "Don't Pull Me Over"        |                      | 4:05    |  |
| 12.            | "Lover's Touch"             |                      | 4:24    |  |
| 13.            | "High In the Morning"       |                      | 3:36    |  |
| 14.            | "Something Good Coming"     |                      | 4:11    |  |
| 15.            | "Good Enough"               | Petty, Campbell      | 5:57    |  |
| Duração total: | Duração total:              | Duração total:       | 65:09   |  |

## Créditos
- Tom Petty - vocal, guitarra rítmica, guitarra solo em "Running Man's Bible"
- Mike Campbell - guitarra solo
- Scott Thurston - guitarra rítmica, harmônica
- Benmont Tench - piano elétrico & acústico, órgão
- Ron Blair - baixo
- Steve Ferrone - bateria, percussão